# Carex phacota
Carex phacota là một loài thực vật có hoa trong họ Cói. Loài này được Spreng. mô tả khoa học đầu tiên năm 1826.